# أنجيلا راولينغز
أنجيلا راولينغز (بالإنجليزية: Angela Rawlings)‏ (8 سبتمبر 1978)؛ كاتِبة وشاعرة كندية.

## روابط خارجية
- أنجيلا راولينغز على موقع ميوزك برينز (الإنجليزية)